# Träskvidar
Träskvidar är ett naturreservat i Hellvi socken i Region Gotland på Gotland.
Området är naturskyddat sedan 2018 och är 196 hektar stort. Reservatet består av kalkbarrskog och strandskog.